# 溪口里
溪口里是中華民國嘉義縣朴子市的一個里，位於朴子市的東北部，北鄰六腳鄉溪厝村，西北鄰六腳鄉正義村，東北鄰雙溪里，西鄰德興里，南鄰仁和里，面積1.8656平方公里。